# Agios Dīmītrios (Epiro)
Agios Dimitrios (in greco Άγιος Δημήτριος?) è un ex comune della Grecia nella periferia dell'Epiro (unità periferica di Giannina) con 6 502 abitanti secondo i dati del censimento 2001.
È stato soppresso a seguito della riforma amministrativa, detta Programma Callicrate, in vigore dal gennaio 2011 ed è ora compreso nel comune di Dodoni.